# Joan de Cardona i de Navarra
Joan de Cardona i de Navarra (? - Ondara, 6 de febrer de 1502) fou Senyor de el Castell de Guadalest.
Va nàixer possiblement entre 1428 i 1430, únic fill d'Hug de Cardona i Gandia i de Blanca de Navarra. De sa mare va heretar la condició de membre de la família reial de Navarra, ja que era cosí de Carles de Viana, amb qui, a més dels lligams de sang, l'unia una sincera amistat.
Es va casar amb Maria de Fajardo, filla del noble cavaller Alfonso Yánez Fajardo, "adelantado mayor" del Regne de Múrcia i de Maria de Quesada, amb qui tingué Alfons de Cardona. El matrimoni es va celebrar per poders el 1466 i la dot de l'esposa fou de 2.500 florins d'or (27.500 sous) o el que ve a ser el mateix, 1.100.000 maravedís, valor que reuní aportant, a més a més de diner al comptat, aixovar domèstic, joies, ramat i un "juro" (una mena de deute públic de l'època) de 250.000 maravedís amb la seua pensió anual de 25.000 maravedís. En el 1484, es pledejava amb Miquel Gilbert i Joan de Coloma pels llocs d'Ador i de la Palma.
Joan de Cardona va morir 36 anys després, 1502, pocs dies després d'haver venut a la Duquessa de Gandia els llocs de Real, Beniopa, Benicanena i Benipeixcar, situats a l'horta de Gandia. Alguns anys abans havia redactat el seu últim testament, el 13 de desembre de 1479.